# Gustav Sachs

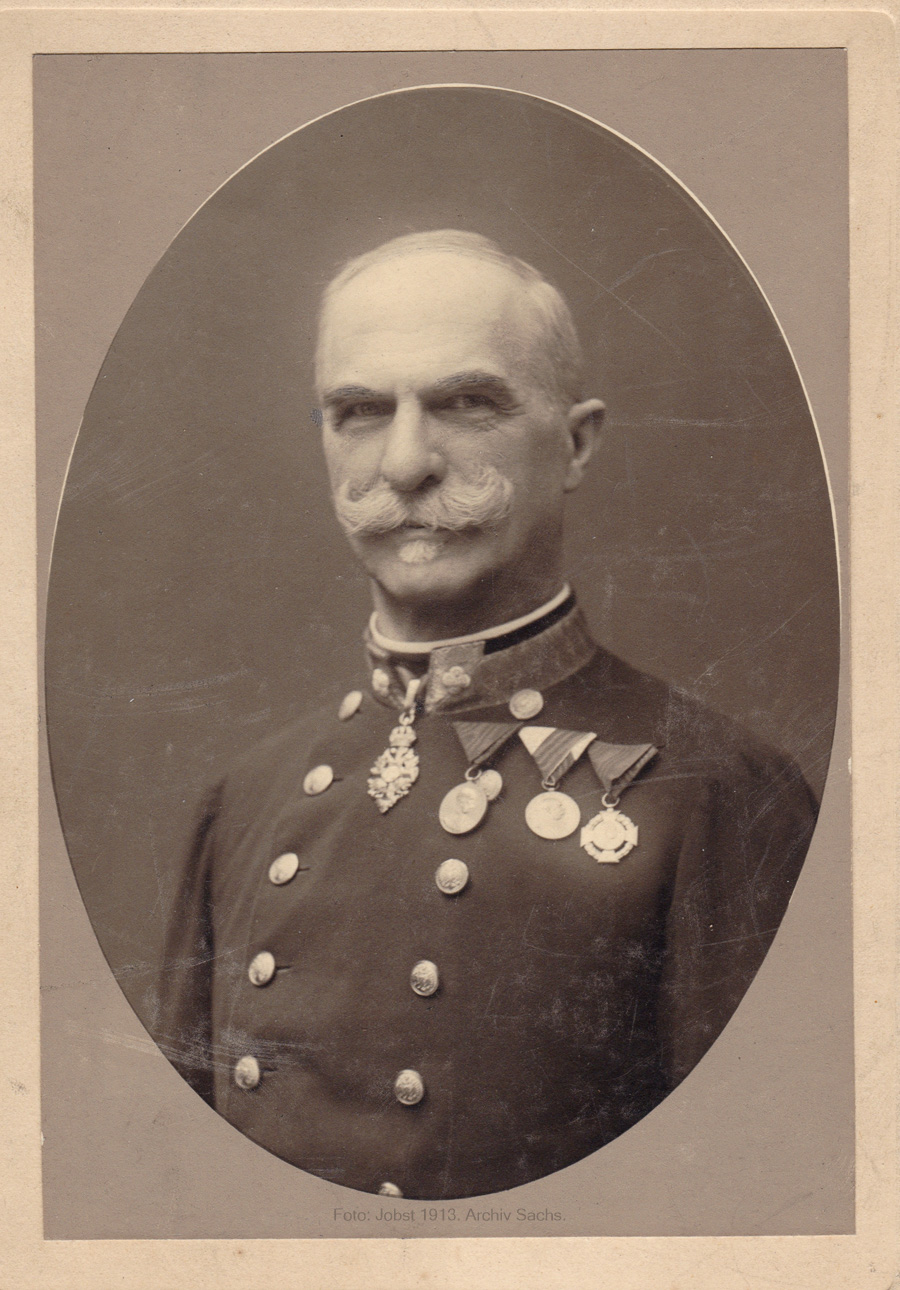
Gustav Sachs als Komtur des Franz-Josefs-Ordens (1913)

Gustav Sachs (* 3. März 1852 in Freiwaldau, Österreichisch Schlesien; † 10. März 1937 in Wien) war ein österreichisch-ungarischer Architekt mit Schwerpunkt Kommunalbauten und Kirchen. Seine Brüder waren der k.k. Vizeadmiral Moritz Sachs von Hellenau und der k.k. Admiralstabsarzt Wilhelm Sachs.

## Leben
Gustav Sachs kam am 3. März 1852 in Freiwaldau, Österreichisch Schlesien, zur Welt. Seine Eltern waren der k.k. Bezirkshauptmann von Freiwaldau, Josef Sachs und Antonie Sachs, geborene Winckler. Nach der Matura am k.k. Staats-Gymnasium in Troppau (Opava, Österreichisch Schlesien) begann er 1869 an der Bauschule des k.k. Polytechnischen Instituts in Wien ein Architekturstudium. Seine Lehrer waren unter anderem Heinrich von Ferstel und Friedrich Hartner.

## Berufliche Laufbahn
Ab 1877 arbeitete Sachs als Assistent an der k.k. Technischen Hochschule im Studienfach Freihand- und Ornamentzeichnen und war anschließend Mitarbeiter Heinrich von Ferstels.
1883/1884 war er auch Supplent für Baukunde an der k.k. Staats-Gewerbeschule, ehe er im Mai 1884 seinen Dienst als Bauingenieur beim k.k. Innenministerium (Sektion Hochbau) antrat. In dieser Funktion plante er hauptsächlich Schulen, Kirchen und Verwaltungsbauten, viele in der damaligen Bukowina. Ab 1895 war der historistische Architekt Emil von Förster sein direkter Vorgesetzter. 1911 wurde er zum k.k. Ministerialrat ernannt.
1912 stieg er zum Vorstand der Abteilung VIIIb des Unterrichtsministeriums (Hochbau) auf. Im selben Jahr wurde er im Zuge seiner Pensionierung für seine großen Verdienste „als Leiter eines der wichtigsten Departements der Hochbausektion im Ministerium für öffentliche Arbeiten [...] um die Förderung der von der Unterrichtsverwaltung eingeleiteten Ausgestaltung der Hochschulanstalten“ zum Komtur des Franz-Joseph-Ordens ernannt.

## Bauten (Auswahl)

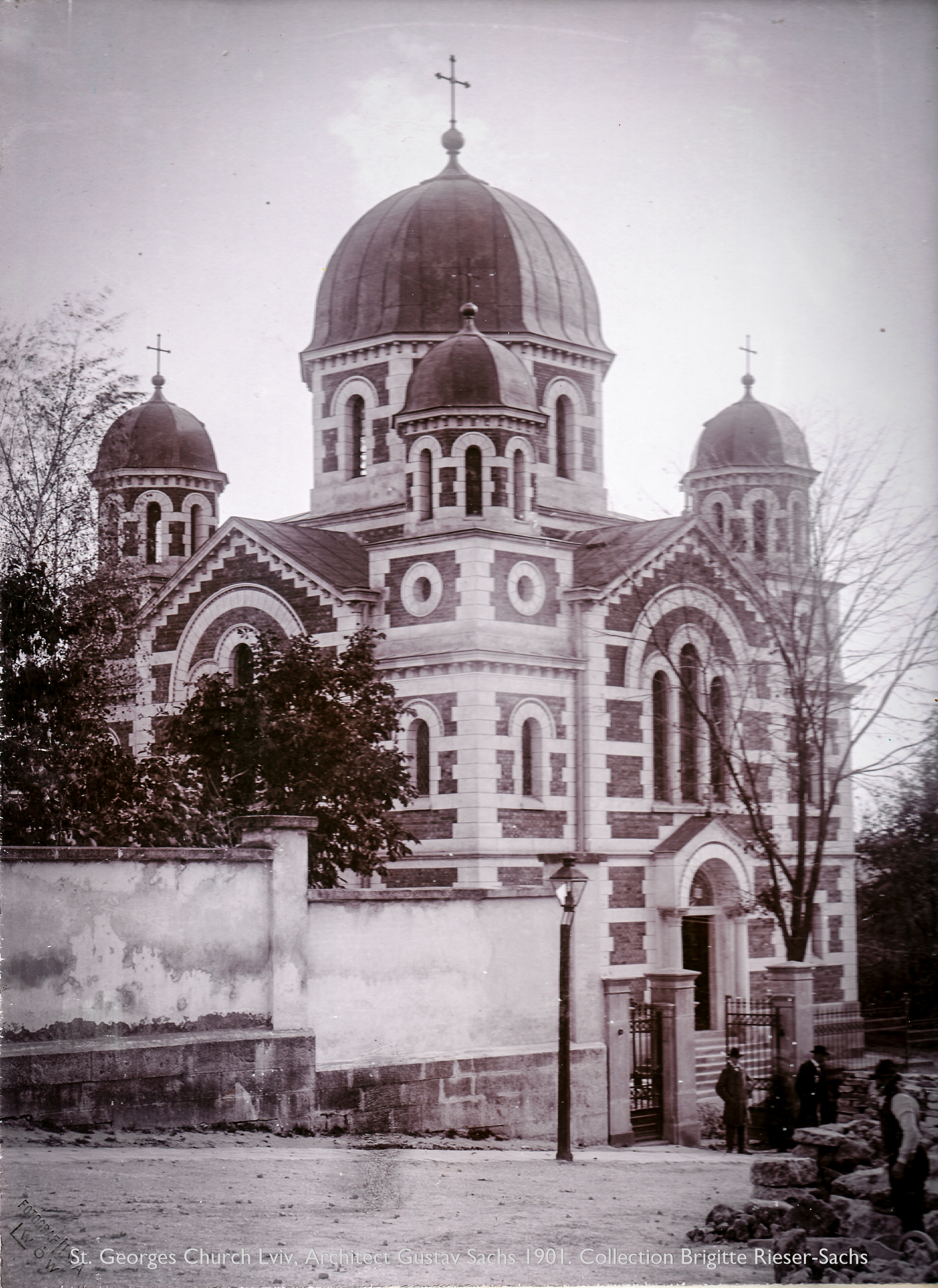
Die als griechisch-orthodoxe Kirche geweihte St. Georgskirche in Lemberg, um 1900

- griechisch-katholische Kirche Sereth (Rumänien) 1897[6]
- griechisch-katholische Kirche Zastawna (Rumänien, Projekt) 1897[7]
- Pfarrhaus in Kirchschlag in der Buckligen Welt (Niederösterreich) 1897[8]
- griechisch-orientalische Kirche von Rosch in Czernowitz (Ukraine) 1898[9]
- k.k. Realschule Schüttelstraße (jetzt Danube International School, Wien 2) um 1900
- griechisch-orthodoxe St.-Georg-Kirche in Lemberg (Ukraine) 1901
- k.k. Sophiengymnasium (Bundesgymnasium Zirkusgasse, Wien 2) 1903[10]
- k.k. Franz-Joseph-Gymnasium (Gymnasium Stubenbastei, Wien 1), 1912–1913[11]

1904 war Gustav Sachs Mitglied des Baukomitees für die Postsparkassa Wien, ab 1910 Mitglied und stellvertretender Vorsitzender des Komitees für den Neubau des Physikalischen Institutes der Universität Wien.

## Schriften (Auswahl)
- Das neue Anstaltsgebäude, 1913 (Digitalisat)